# Алло! Вас слышу!
«Алло! Вас слышу!» — советский короткометражный рисованный мультфильм о том, как появились радио и телефон. Снят на студии «Союзмультфильм» в 1971 году. Текст читает Народный артист РСФСР Анатолий Папанов.

## Сюжет
Перед зрителями появляется Радиоприёмник. Он решает рассказать о том, как появился на свет.
Началось всё с того, что люди использовали дым от костров для передачи сообщений. А в Африке для этого использовался барабанный бой. Во времена Римской Империи была налажена сеть дорог, и сообщения передавали гонцы. Так и передавали письма на конях, пока не наступил XVIII век. Братьям французам Шапп удаётся изобрести семафоры, передающие сообщение с помощью лопастей. Но вот наступил XIX век, и в Нью-Йорке художник Морзе изобрёл новый тип телеграфа. Так и была придумана Азбука Морзе, и она продолжает использоваться по сей день.
Но вот с телефоном дело было иначе. Так нам показывают Парижскую электрическую выставку 1881 года, где люди буквально дерутся, чтобы испытать новое устройство, изобретения Белла. Оно буквально ошеломило всех, отчего телефоны появляются везде. Однако встаёт проблема — на корабль или самолёт нельзя протянуть кабель, а ведь они должны быть на связи. Но всё решил профессор Попов, который изобрёл радиосвязь. Так и появился радиоприёмник. И вот с его помощью ледокол «Ермак» спасает рыбаков, которых унесло на льдине. Так всё, что связано с радио, получает широкое распространение.
Тут нам показывают мальчика Васю, который является гордостью школьного радиокружка. Возможно, в будущем он создаст приёмник, который позволит установить контакт с иными цивилизациями. На этом Приёмник оканчивает свой рассказ и прощается.

## Создатели
| Автор сценария             | Леонид Завальнюк |
| Режиссёр                   | Юрий Прытков |
| Художник-постановщик       | Татьяна Сазонова |
| Композитор                 | Евгений Птичкин |
| Оператор                   | Михаил Друян |
| Звукооператор              | Борис Фильчиков |
| Роли озвучивал:            | Анатолий Папанов — все персонажи |
| Художники-мультипликаторы: | Владимир Арбеков, Владимир Крумин, Олег Сафронов, Иван Давыдов, Анатолий Солин, Олег Комаров, Иосиф Куроян, Леонид Каюков, Фёдор Елдинов |